# Bokinka Królewska
Bokinka Królewska es un pueblo ubicado en la gmina Tuczna, distrito de Biała Podlaska, voivodato de Lublin, Polonia.

## Superficie
Cuenta con una superficie de 9,140 kilómetros cuadrados.

## Demografía
Hasta 2011 la población era de 238 habitantes, con una densidad de población de 26,04 habitantes por kilómetro cuadrado. Estaba conformada por 114 hombres (47,9%) y 124 mujeres (52,1%), según el censo de la Oficina Central de Estadística.